# Joseni
Joseni es una comuna ubicada en el distrito de Harghita, Rumania.

## Superficie
Cuenta con una superficie de 223,2 kilómetros cuadrados.

## Demografía
Hasta 2021 la población era de 5268 habitantes, con una densidad de población de 23,60 habitantes por kilómetro cuadrado.